# Ахмед Авад бін Мубарак
Ахмед Авад бін Мубарак (араб. أحمد عوض بن مبارك) (нар.1968) — єменський політик, Прем'єр-міністр Ємену з 5 лютого 2024 року.

## Біографія
Народився 1968 року в Адені. У нього троє дітей. Його батько був продавцем.
Мубарак отримав ступінь доктора філософії в галузі ділового адміністрування в Багдадському університеті і є професором Університету Сани, де очолює центр ділового адміністрування, яким спільно керують Університет Сани та Маастрихтська школа менеджменту (MSM). Доктор Мубарак є професором спільної програми MBA, що проводиться MSM та Університетом Сани.
Раніше працював консультантом у численних міжнародних проектах у Ємені в галузі освіти, зайнятості та міжнародного розвитку. Він також є членом адміністративної ради Фонду розвитку молодих лідерів і очолював безліч адміністративних консультацій, навчальних занять та семінарів для низки державних та приватних асоціацій у Ємені, Бахрейні, Бурунді, Ефіопії, Румунії, Нідерландах, Франції та Німеччині.
В Університеті науки та технологій у Сані він обіймав посаду начальника відділу адміністративних інформаційних технологій, маркетингу та управління виробництвом, а також був менеджером із забезпечення якості та розвитку з 2007 по 2009 рік.

## Політика
У березні 2013 року Мубарак був обраний генеральним секретарем конференції з діалогу національного примирення, що складається з представників усіх політичних партій та цивільних груп, яким було доручено проведення реформ. Вона була розпущена у січні 2014 року після затвердження федеральної політичної системи в країні. На той час він був директором адміністрації президента.
Після того, як підтримуваний Саудівською Аравією уряд Ємену бомбардував північ країни, хусити, чия традиційна батьківщина знаходиться на півночі, недалеко від кордону з Саудівською Аравією, протестували в столиці Сані. Озброєні протестувальники захопили урядові території. Це повстання призвело до відставки прем'єр-міністра Мухаммеда Басіндви.
Мубарак був викрадений бойовиками, які, як вважають, були лояльні колишньому президентові Алі Абдаллі Салеху, в Сані 17 січня 2015. 21 січня хусити та урядовці досягли угоди про припинення багатомісячного військового та політичного протистояння в столиці, яке, як повідомлялося, мало включати звільнення Мубарака, але угода швидко впала, оскільки Гаді та його міністри пішли у відставку під тиском повстанців. За повідомленнями, він був звільнений у мухафазі Шабва 27 січня, через десять днів після його викрадення.
3 серпня 2015 року був призначений послом Ємену в США, а також був призначений послом при Організації Об'єднаних Націй у 2018 році.
5 лютого 2024 року міжнародно визнана президентська керівна рада Ємену призначила Мубарака прем'єр-міністром, змінивши Маїна Абдель-Маліка Саїда.